# Lesjtja
Lesjtja (vitryska: Лешча) är ett vattendrag i Belarus. Det ligger i den nordöstra delen av landet, 190 km öster om huvudstaden Minsk.
Omgivningarna runt Lesjtja är en mosaik av jordbruksmark och naturlig växtlighet. Runt Lesjtja är det ganska tätbefolkat, med 96 invånare per kvadratkilometer.